# Europese weg 60

Traject van de weg in de Kaukasuslanden

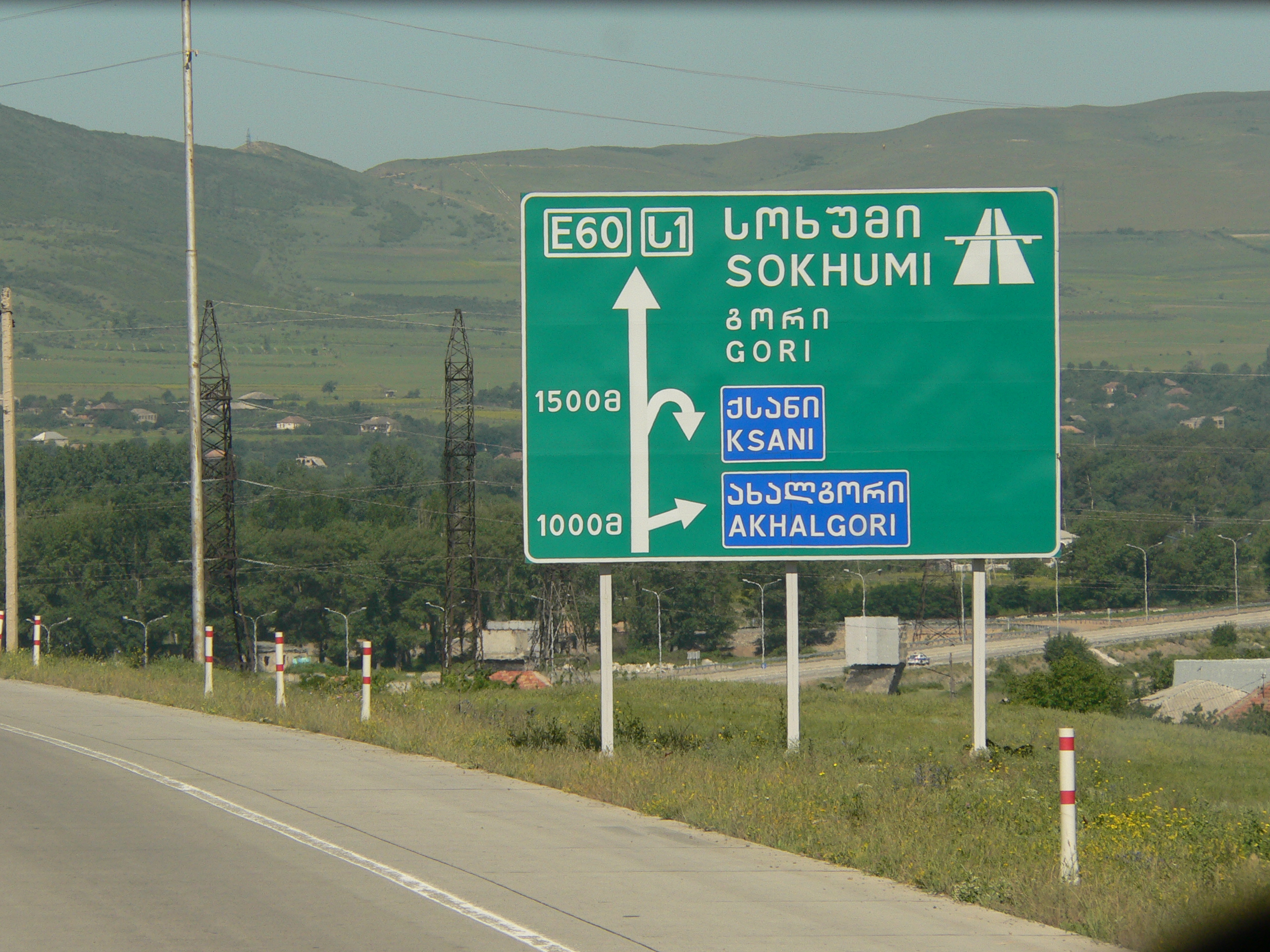
De E60 in Georgië

De Europese weg 60 of E60 is een Europese weg die een belangrijke oost-westverbinding vormt tussen Frankrijk, Duitsland, Oostenrijk, Hongarije, Roemenië aan de ene kant van de Zwarte Zee, Georgië en Azerbeidzjan tussen de Zwarte Zee en de Kaspische Zee en Turkmenistan, Oezbekistan, Tadzjikistan en Kirgizië in Azië. Sommige trajecten zijn autosnelweg, andere delen een autoweg zonder gescheiden rijbanen. De E60 begint bij Brest in Frankrijk en eindigt bij Irkeshtam, een stad in Kirgizië.

## Nationale wegen
De E60 loopt over de volgende nationale wegen:
| Nummer       | Tracé                                      |
| Frankrijk    | Frankrijk                                  |
| ------------ | ------------------------------------------ |
|              | Brest - Sautron                            |
|              | Sautron - Nantes                           |
|              | Ringweg Nantes                             |
|              | Nantes - Angers                            |
|              | Angers - Tours                             |
|              | Tours - Orléans                            |
|              | Orléans - Courtenay                        |
|              | Courtenay - Beaune                         |
|              | Beaune                                     |
|              | Beaune - Mulhouse                          |
|              | Mulhouse - Zwitserland                     |
| Zwitserland  |                                            |
|              | Frankrijk - Zürich                         |
|              | Zürich - Sankt Margrethen                  |
|              | Sankt Margrethen - Oostenrijk              |
| Oostenrijk   |                                            |
|              | Zwitserland - Bregenz                      |
|              | Bregenz - Bludenz                          |
|              | Bludenz - Zams                             |
|              | Zams - Duitsland                           |
| Duitsland    |                                            |
|              | Oostenrijk - Raubling                      |
|              | Raubling - Oostenrijk                      |
| Oostenrijk   |                                            |
|              | Duitsland - Eichgraben                     |
|              | Eichgraben - Wenen                         |
|              | Ringweg Wenen                              |
|              | Wenen - Hongarije                          |
| Hongarije    |                                            |
|              | Oostenrijk - Boedapest                     |
|              | Ringweg Boedapest                          |
|              | Boedapest - Újhartyán                      |
| 405          | Újhartyán - Albertirsa                     |
| 4            | Albertirsa - Püspökladány                  |
| 42           | Püspökladány - Roemenië                    |
| Roemenië     |                                            |
| 1            | Hongarije - Turda                          |
| 15           | Turda - Târgu Mureș                        |
| 13           | Târgu Mureș - Brașov                       |
| 1            | Brașov - Boekarest                         |
| 2            | Boekarest - Urziceni                       |
| 2A           | Urziceni - Constanța - Agigea              |
| 39           | Constanța - Eforie                         |
| 39A          | Eforie - Agigea                            |
| Georgië      |                                            |
| ს2           | Poti - Senaki                              |
| ს1           | Senaki - Tbilisi                           |
| ს9           | Ringweg Tbilisi                            |
| ს4           | Tbilisi - Azerbeidzjan                     |
| Azerbeidzjan |                                            |
| M3           | Georgië - Bakoe                            |
| Turkmenistan |                                            |
| M37          | Türkmenbaşy (Krasnovodsk) - Oezbekistan    |
| Oezbekistan  |                                            |
| M37          | Turkmenistan - Buchara                     |
| A380         | Buchara - Guzar                            |
| M39          | Guzar - Termiz                             |
| M41          | Termiz - Tadzjikistan                      |
| Tadzjikistan |                                            |
| M41          | Oezbekistan - Navdonak (Choemdon)          |
| A372         | Navdonak (Choemdon) - Kirgizië             |
| Kirgizië     |                                            |
| A372         | Tadzjikistan - Irkeshtam (Grens met China) |

## Plaatsen langs de E60
| Frankrijk - Brest - Quimper - Lorient - Vannes - Nantes - Angers - Tours - Orléans - Montargis - Auxerre - Beaune - Dole - Besançon - Belfort - Mulhouse Zwitserland - Bazel - Zürich - Winterthur - St. Gallen - St. Margrethen |  | Oostenrijk - Bregenz - Lauterach - Feldkirch - Landeck - Telfs - Innsbruck - Kufstein Duitsland - Rosenheim - Bad Reichenhall Oostenrijk - Salzburg - Sattledt - Linz - Sankt Pölten - Wenen - Nickelsdorf Hongarije - Mosonmagyaróvár - Püspökladány |  | Roemenië - Cluj-Napoca - Turda - Tîrgu Mureș - Brașov - Ploiești - Boekarest - Urziceni - Slobozia - Constanța - Agigea Vervolgens met de veerboot naar Georgië - Poti - Samtredia - Khashuri - Tbilisi Azerbeidzjan - Gəncə - Evlak - Bakoe |  | Vervolgens met de veerboot naar Turkmenistan - Türkmenbaşy - Serdar - Asjchabad - Tejen - Mary - Türkmenabat - Olot Oezbekistan - Buchara - Karshi - Guzar - Sherobod - Termiz Tadzjikistan - Doesjanbe - Dzjirgatol (Ҷиргатол) Kirgizië - Sarytasj (Сарыташ) - Irkeshtam (Иркештам) |